# Grătiești
Grătiești es una comuna y pueblo de la República de Moldavia ubicada en el sector Rîșcani de la capital, Chisináu.
En 2004 el pueblo tiene 4689 habitantes, casi todos étnicamente moldavo-rumanos. La comuna, que incluye también la pedanía de Hulboaca, sumaba en el censo de 2004 un total de 6183 habitantes.
Es el lugar de origen del ex primer ministro Dumitru Braghiș.
Se ubica en la periferia septentrional de la capital, junto al cruce de las carreteras E581 y M14.